# Les Eyzies
Les Eyzies sont une commune française située dans le département de la Dordogne, en région Nouvelle-Aquitaine. La commune a été créée le 1er janvier 2019 sous le statut de commune nouvelle et regroupe les anciennes communes des Eyzies-de-Tayac-Sireuil, de Manaurie et de Saint-Cirq.

## Géographie

### Généralités
La commune des Eyzies est située dans le quart sud-est du département de la Dordogne, en Périgord noir. Elle est implantée sur la rive gauche de la Vézère, à sa confluence avec la Beune.
En tant que commune nouvelle, elle regroupe les communes des Eyzies-de-Tayac-Sireuil, de Manaurie et de Saint-Cirq, qui deviennent des communes déléguées le 1er janvier 2019. Son chef-lieu se situe au bourg des Eyzies-de-Tayac-Sireuil.
À l'intersection des routes départementales (RD) 47 et 706, le bourg des Eyzies se trouve, en distances orthodromiques, sept kilomètres à l'est-nord-est du Bugue, treize kilomètres au nord-est du Buisson-de-Cadouin et dix-sept kilomètres à l'ouest-nord-ouest de Sarlat-la-Canéda.
Le territoire communal est également desservi par les RD 31 et 48 et par la ligne ferroviaire Périgueux-Agen en gare des Eyzies.
Plusieurs sentiers de grande randonnée traversent la commune : 
- sur plus de vingt kilomètres, entre Le Bugue et Marquay, le GR 6 passe devant la grotte de Saint-Cirq, franchit la Vézère, arrive au bourg des Eyzies, passant devant la grotte de Font-de-Gaume et la grotte des Combarelles, traverse au bourg de Sireuil, et passe à proximité du château de Commarque ;
- sur huit kilomètres, entre Tursac et Meyrals, le GR 36 passe devant l'abri de Cro-Magnon et l'abri Pataud ;
- la partie terminale du GR 64 fait tronçon commun avec le GR 36 sur quatre kilomètres, au sud de la RD 47.

### Communes limitrophes
La commune des Eyzies est limitrophe de dix autres communes, dont Saint-André-d'Allas au sud-est sur 300 mètres.
| Fleurac, Savignac-de-Miremont | Tursac                  | Peyzac-le-Moustier  |
| Le Bugue                      | des Eyzies              | Marquay             |
| Campagne                      | Saint-Cyprien — Meyrals | Saint-André-d'Allas |

### Géologie et relief

#### Géologie
Situé sur la plaque nord du Bassin aquitain et bordé à son extrémité nord-est par une frange du Massif central, le département de la Dordogne présente une grande diversité géologique. Les terrains sont disposés en profondeur en strates régulières, témoins d'une sédimentation sur cette ancienne plate-forme marine. Le département peut ainsi être découpé sur le plan géologique en quatre gradins différenciés selon leur âge géologique. Les Eyzies sont situées dans le troisième gradin à partir du nord-est, un plateau formé de calcaires hétérogènes du Crétacé.
Les couches affleurantes sur le territoire communal sont constituées de formations superficielles du Quaternaire et de roches sédimentaires datant pour certaines du Cénozoïque, et pour d'autres du Mésozoïque. La formation la plus ancienne, notée j6-7, date du Kimméridgien terminal au Tithonien, composée de calcaires micritiques en petits bancs alternant avec des bancs marneux à lumachelles. La formation la plus récente, notée CFvs, fait partie des formations superficielles de type colluvions carbonatées de vallons secs : sable limoneux à débris calcaires et argile sableuse à débris. Le descriptif de ces couches est détaillé dans  les feuilles « no 807 - Le Bugue » et « no 808 - Sarlat-la-Canéda » de la carte géologique au 1/50 000 de la France métropolitaine, et leurs notices associées,.

Carte géologique des Eyzies.

#### Relief et paysages
Le département de la Dordogne se présente comme un vaste plateau incliné du nord-est (491 m, à la forêt de Vieillecour dans le Nontronnais, à Saint-Pierre-de-Frugie) au sud-ouest (2 m à Lamothe-Montravel). L'altitude du territoire communal varie quant à elle entre 54 m et 245 m.
Dans le cadre de la Convention européenne du paysage entrée en vigueur en France le 1er juillet 2006, renforcée par la loi du 8 août 2016 pour la reconquête de la biodiversité, de la nature et des paysages, un atlas des paysages de la Dordogne a été élaboré sous maîtrise d’ouvrage de l’État et publié en octobre 2020. Les paysages du département s'organisent en huit unités paysagères et 14 sous-unités. La commune fait partie du Périgord noir, un paysage vallonné et forestier, qui ne s’ouvre que ponctuellement autour de vallées-couloirs et d’une multitude de clairières de toutes tailles. Il s'étend du nord de la Vézère au sud de la Dordogne (en amont de Lalinde) et est riche d’un patrimoine exceptionnel.
La superficie cadastrale de la commune publiée par l'Insee, qui sert de référence dans toutes les statistiques, est de 53,37 km2,.

### Hydrographie

#### Réseau hydrographique
La commune est située dans le bassin de la Dordogne au sein du Bassin Adour-Garonne. Elle est drainée par la Vézère, la Grande Beune, le Moulinet, La Petite Beune (deux cours d'eau homonymes concernés), le ruisseau de Manaurie, le ruisseau de Navarre, le Labinche, le ruisseau de Lavaure et par divers petits cours d'eau, qui constituent un réseau hydrographique de 51 km de longueur totale,,,.
La Vézère, d'une longueur totale de 211,2 km, prend sa source en Corrèze dans la commune de Meymac et se jette dans la Dordogne — dont elle est l'un des principaux affluents — en rive droite, à Limeuil, face à Alles-sur-Dordogne,. Elle traverse la commune du nord au sud-ouest sur onze kilomètres, servant de limite naturelle sur près de quatre kilomètres, en deux tronçons, face à Tursac et Campagne.
La Grande Beune, d'une longueur totale de 22,79 km, prend sa source dans la commune de Saint-Geniès et se jette dans la Vézère en rive gauche au sud du bourg des Eyzies. Elle arrose le territoire communal sur près de six kilomètres et demi, bordant l'est de la commune sur près de deux kilomètres face à Marquay.
Autre affluent de rive gauche de la Vézère, le Moulinet sert de limite territoriale dans le sud sur près de quatre kilomètres et demi, face à Saint-Cyprien et Campagne.
La Petite Beune, ou Beune du Paradoux dans sa partie amont, d'une longueur totale de 11,74 km, prend sa source dans la commune de Marquay et se jette dans la Grande Beune en rive gauche aux Eyzies, en bordure de la RD 47. Elle baigne la commune à l'est sur près de six kilomètres et demi, dont plus d'un kilomètre et demi, face à Meyrals.
Il existe un autre ruisseau portant le nom de Petite Beune mais affluent de rive droite de la Grande Beune. Il borde la commune à l'est sur près d'un kilomètre et demi, face à Marquay.
Le ruisseau de Manaurie, d'une longueur totale de 15,42 km, prend sa source dans la commune de Rouffignac-Saint-Cernin-de-Reilhac et se jette en rive droite de la Vézère aux Eyzies. Il arrose le nord-ouest du territoire communal sur quatre kilomètres
Deux affluents de rive gauche du ruisseau de Manaurie arrosent le nord-ouest de la commune : le ruisseau de Navarre sur plus de deux kilomètres et le ruisseau de Lavaure sur deux kilomètres. Affluent de rive gauche du ruisseau de Lavaure, le Labinche baigne le territoire communal sur plus d'un kilomètre et demi.

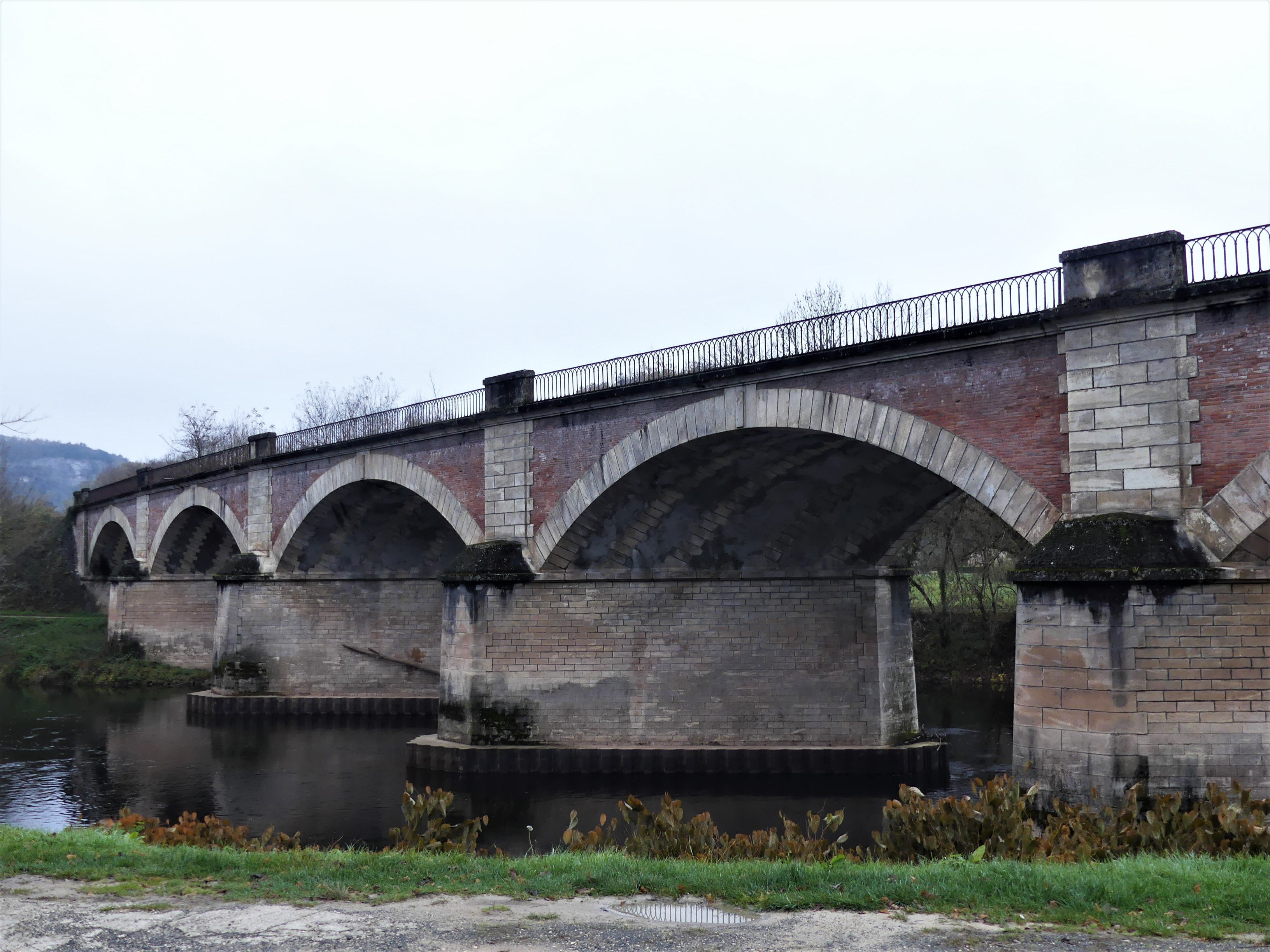
Pont ferroviaire sur la Vézère aux Eyzies.
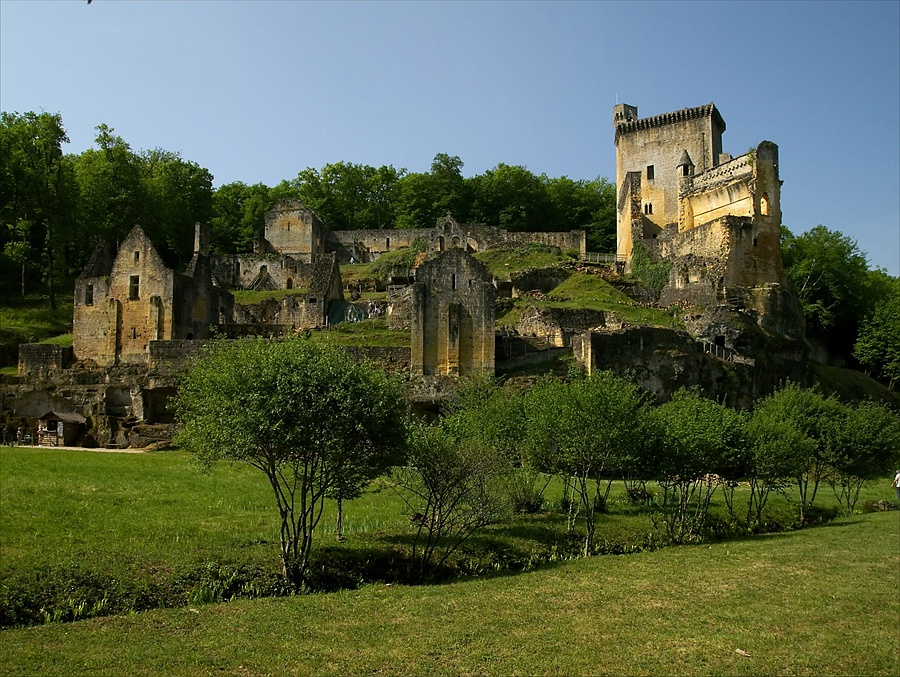
La vallée de la Grande Beune au pied du château de Commarque.
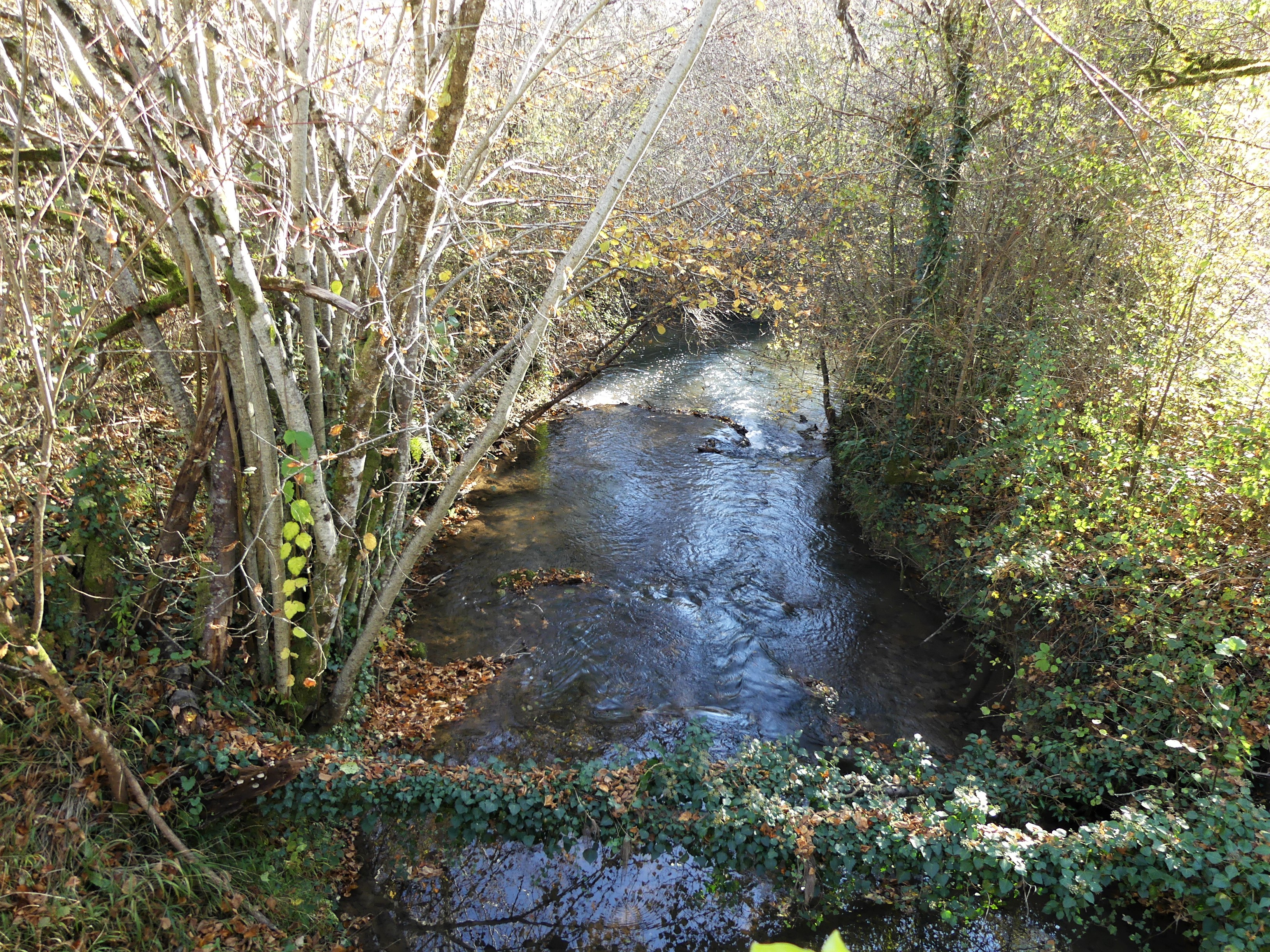
Le ruisseau de Manaurie au lieu-dit Roucaudou.
Réseaux hydrographique et routier des Eyzies.

#### Gestion et qualité des eaux
Le territoire communal est couvert par le schéma d'aménagement et de gestion des eaux (SAGE) « Vézère-Corrèze ». Ce document de planification, dont le territoire regroupe les bassins versants de la Vézère et de la Corrèze, d'une superficie de 3 730 km2 est en cours d'élaboration. La structure porteuse de l'élaboration et de la mise en œuvre est le conseil départemental de la Corrèze. Il définit sur son territoire les objectifs généraux d’utilisation, de mise en valeur et de protection quantitative et qualitative des ressources en eau superficielle et souterraine, en respect des objectifs de qualité définis dans le troisième SDAGE  du Bassin Adour-Garonne qui couvre la période 2022-2027, approuvé le 3 juin 2023.
La qualité des eaux de baignade et des cours d’eau peut être consultée sur un site dédié géré par les agences de l’eau et l’Agence française pour la biodiversité.

### Climat
Pour des articles plus généraux, voir Climat de la Nouvelle-Aquitaine et Climat de la Dordogne.
Historiquement, la commune est exposée à un climat océanique aquitain.
En 2020, Météo-France publie une typologie des climats de la France métropolitaine dans laquelle la commune est exposée à un climat océanique altéré et est dans la région climatique  Aquitaine, Gascogne, caractérisée par une pluviométrie abondante au printemps, modérée en automne, un faible ensoleillement au printemps, un été chaud (19,5 °C), des vents faibles, des brouillards fréquents en automne et en hiver et des orages fréquents en été (15 à 20 jours).
Pour la période 1971-2000, la température annuelle moyenne est de 12,5 °C, avec  une amplitude thermique annuelle de 15,5 °C. Le cumul annuel moyen de précipitations est de 892 mm, avec 12,9 jours de précipitations en janvier et 6,6 jours en juillet. Pour la période 1991-2020, la température moyenne annuelle observée sur la station météorologique la plus proche, située sur la commune de Pays de Belvès à 18 km à vol d'oiseau, est de 13,0 °C et le cumul annuel moyen de précipitations est de 888,2 mm,. Pour l'avenir, les paramètres climatiques de la commune estimés pour 2050 selon différents scénarios d’émission de gaz à effet de serre sont consultables sur un site dédié publié par Météo-France en novembre 2022.

## Urbanisme

### Typologie
Au 1er janvier 2024, Les Eyzies sont catégorisées commune rurale à habitat très dispersé, selon la nouvelle grille communale de densité à 7 niveaux définie par l'Insee en 2022.
Elle est située hors unité urbaine et hors attraction des villes,.

### Villages, hameaux et lieux-dits
Outre les bourgs des Eyzies, de Manaurie et de Saint-Cirq proprement dits, le territoire se compose d'autres villages ou hameaux, ainsi que de lieux-dits détaillés sur cet article, sur celui-ci et sur celui-là.

### Prévention des risques
Le territoire de la commune des Eyzies est vulnérable à différents aléas naturels : météorologiques (tempête, orage, neige, grand froid, canicule ou sécheresse), inondations, feux de forêts, mouvements de terrains et séisme (sismicité très faible). Il est également exposé à un risque technologique, la rupture d'un barrage. Un site publié par le BRGM permet d'évaluer simplement et rapidement les risques d'un bien localisé soit par son adresse soit par le numéro de sa parcelle.

#### Risques naturels
Certaines parties du territoire communal sont susceptibles d’être affectées par le risque d’inondation par débordement de cours d'eau, notamment la Vézère, la Grande Beune, le ruisseau de Manaurie et la Petite Beune. La commune a été reconnue en état de catastrophe naturelle au titre des dommages causés par les inondations et coulées de boue survenues en 1982, 1989, 1993, 1996, 1999, 2001 et 2008,. Le risque inondation est pris en compte dans l'aménagement du territoire de la commune par le biais du plan de prévention des risques inondation (PPRI) de la « vallée de la Vézère »  approuvé le 20 décembre 2000, pour les crues de la Vézère. La crue historique la plus forte sur le secteur du PPRI pour laquelle des informations sont disponibles est la crue d’octobre 1960. Le débit de pointe de cette crue a été défini à 1 360 m3/s à Montignac, soit une période de retour d’environ 250 ans,.
Les Eyzies sont exposées au risque de feu de forêt. L’arrêté préfectoral du 14 mars 2013 fixe les conditions de pratique des incinérations et de brûlage dans un objectif de réduire le risque de départs d’incendie. À ce titre, des périodes sont déterminées : interdiction totale du 15 février au 15 mai et du 15 juin au 15 octobre, utilisation réglementée du 16 mai au 14 juin et du 16 octobre au 14 février. En septembre 2020, un plan inter-départemental de protection des forêts contre les incendies (PidPFCI) a été adopté pour la période 2019-2029,.

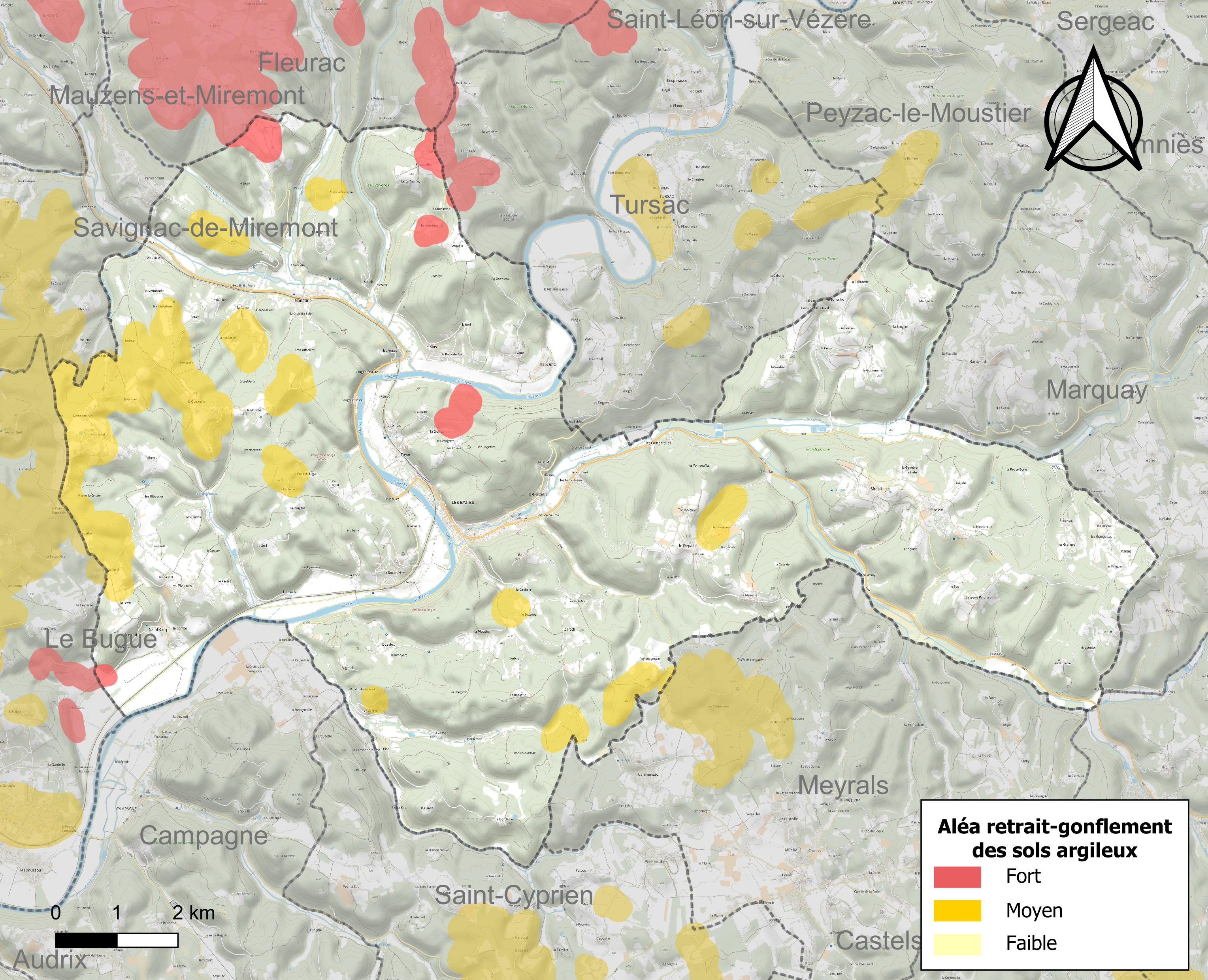
Carte des zones d'aléa retrait-gonflement des sols argileux des Eyzies.

Les mouvements de terrains susceptibles de se produire sur la commune sont des affaissements et effondrements liés aux cavités souterraines (hors mines) et des tassements différentiels. Afin de mieux appréhender le risque d’affaissement de terrain, un inventaire national permet de localiser les éventuelles cavités souterraines sur la commune. Le retrait-gonflement des sols argileux est susceptible d'engendrer des dommages importants aux bâtiments en cas d’alternance de périodes de sécheresse et de pluie. 10,1 % de la superficie communale est en aléa moyen ou fort (58,6 % au niveau départemental et 48,5 % au niveau national métropolitain). Depuis le 1er octobre 2020, en application de la loi ÉLAN, différentes contraintes s'imposent aux vendeurs, maîtres d'ouvrages ou constructeurs de biens situés dans une zone classée en aléa moyen ou fort,.
La commune a été reconnue en état de catastrophe naturelle au titre des dommages causés par la sécheresse en 1989 et par des mouvements de terrain en 1999.

#### Risque technologique
La commune est en outre située en aval des barrages de Monceaux la Virolle et de Bort-les-Orgues, deux ouvrages de classe A situés dans le département de la Corrèze et faisant l'objet d'un PPI depuis 2009. À ce titre elle est susceptible d’être touchée par l’onde de submersion consécutive à la rupture d'un de ces ouvrages.

## Toponymie

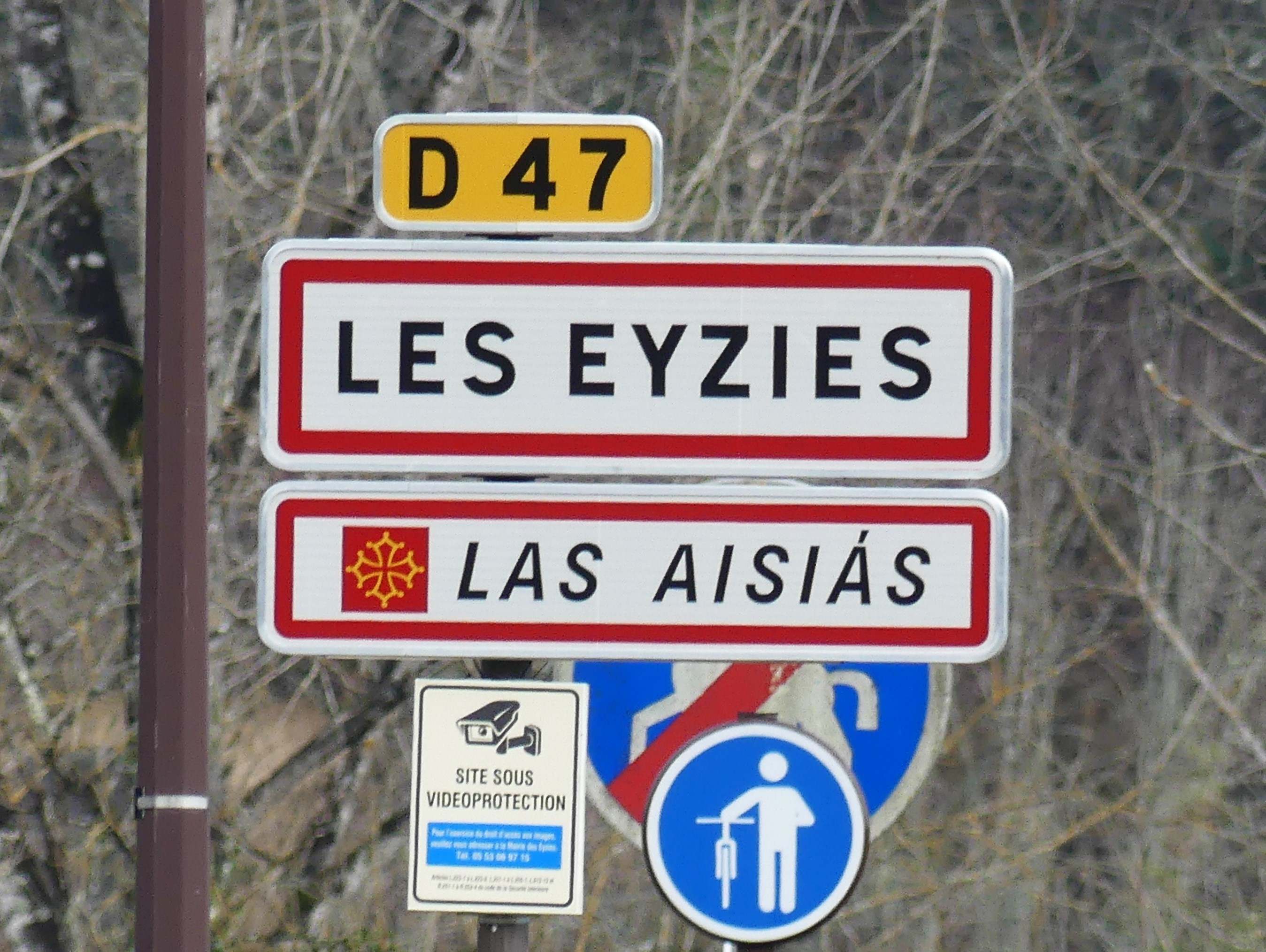
Panneau franco-occitan d'entrée au bourg des Eyzies.

La première mention écrite connue du lieu date de 1484 sous la forme las Ayzias en 1484, francisée en Les Ayzies au XVIIIe siècle.
Selon Chantal Tanet et Tristan Hordé, ce nom représenterait le pluriel de l'occitan aitz qui « désigne une demeure, une résidence ». Jean Roux pense plutôt qu'il s'agit du nom d'un « domaine dérivé du nom de personne Aitz », « d'origine germanique (Agiso, Aizo) ».
À l'origine, les Eyzies formaient un hameau de la commune de Tayac qui en 1905 est renommée en Les Eyzies-de-Tayac. En 1972, elle fusionne avec Sireuil, devenant Les Eyzies-de-Tayac-Sireuil. Enfin, en 2019, Les Eyzies-de-Tayac-Sireuil fusionne avec Manaurie et Saint-Cirq, formant la commune nouvelle des Eyzies.
En occitan, la commune porte le nom de Las Aisiás.

## Histoire
Les Eyzies sont une commune nouvelle créée le 11 octobre 2018 pour une prise d'effet au 1er janvier 2019. À cette date, les trois communes fondatrices deviennent communes déléguées.

## Politique et administration

### Rattachements administratifs et électoraux
Les trois communes initiales dépendent de l'arrondissement de Sarlat-la-Canéda et du canton de la Vallée de l'Homme.

### Intercommunalité
Les trois communes initiales dépendent de la même intercommunalité : la communauté de communes de la Vallée de l'Homme.

### Administration municipale
Pendant une période courant jusqu'au prochain renouvellement des conseils municipaux (prévu en 2020), le conseil municipal de la nouvelle commune est constitué de l'ensemble des conseillers municipaux des anciennes communes (15 pour Les Eyzies-de-Tayac-Sireuil, 11 pour Manaurie, 11 pour Saint-Cirq, soit un total de 37). Le maire de la nouvelle commune est élu début 2019. Les maires des anciennes communes deviennent maires délégués de celles-ci.
La population de la commune étant comprise entre 500 et 1 499 habitants au recensement de 2017, quinze conseillers municipaux auraient dû être élus en 2020. Cependant, s'agissant du premier renouvellement du conseil municipal d'une commune nouvelle, le nombre de conseillers élus est celui de la strate supérieure, soit dix-neuf.

### Liste des maires
| Période                          | Période  | Identité         | Étiquette | Qualité                       |
| -------------------------------- | -------- | ---------------- | --------- | ----------------------------- |
| janvier 2019 (réélu en mai 2020) | En cours | Philippe Lagarde | SE        | Président de la CCVH (2014- ) |

### Communes fondatrices
| Nom                                 | Code Insee | Intercommunalité           | Superficie (km2) | Population (dernière pop. légale) | Densité (hab./km2) |
| ----------------------------------- | ---------- | -------------------------- | ---------------- | --------------------------------- | ------------------ |
| Les Eyzies-de-Tayac-Sireuil (siège) | 24172      | CC de la Vallée de l'Homme | 37,44            | 838 (2018)                        | 22                 |
| Manaurie                            | 24249      | CC de la Vallée de l'Homme | 9,97             | 136 (2018)                        | 14                 |
| Saint-Cirq                          | 24389      | CC de la Vallée de l'Homme | 5,96             | 124 (2018)                        | 21                 |

### Politique environnementale
Dans son palmarès 2024, le Conseil national de villes et villages fleuris de France a attribué une fleur à la commune.

## Équipements et services publics

### Justice
Dans le domaine judiciaire, la commune des Eyzies relève : 
- du tribunal de proximité de Sarlat-la-Canéda ;
- du tribunal judiciaire, du tribunal pour enfants, du conseil de prud'hommes et du tribunal de commerce de Bergerac ;
- du pôle Nationalité du tribunal judiciaire de Périgueux (compétent uniquement dans le domaine de la nationalité) ;
- de la cour d'appel et de la  cour administrative d'appel de Bordeaux.

## Population et société

### Démographie
L'évolution du nombre d'habitants est connue à travers les recensements de la population effectués dans la commune depuis sa création.

En 2022, la commune comptait 1 133 habitants.
| 2019  | 2020  | 2021  | 2022  |
| ----- | ----- | ----- | ----- |
| 1 097 | 1 109 | 1 121 | 1 133 |

### Manifestations culturelles ou sportives et festivités
La Grappe de Cyrano est une épreuve d’enduro de niveau international sur deux jours. Elle part d'une ville du Bergeracois ou du Périgord noir et y revient, se tenant depuis 1987 chaque année, en mars, avril ou mai. Les Eyzies-de-Tayac-Sireuil ont notamment servi de point de départ et d'arrivée en 2015 et en 2017.
En juin 2025, Les Eyzies accueillent le 50e congrès national de spéléologie, comprenant notamment le colloque « L’Odyssée économique du karst, de la préhistoire à nos jours », et l’assemblée générale annuelle de la Fédération française de spéléologie.

## Économie

### Emploi
En 2016, sur le territoire correspondant aux Eyzies dans sa configuration de 2019, parmi la population communale comprise entre 15 et 64 ans, les actifs représentaient 452 personnes, soit 41,4 % de la population municipale. Le nombre de chômeurs s'élevait à 81 et le taux de chômage de cette population active s'établissait à 18,0 %.

### Établissements
Au 31 décembre 2015, sur ce même territoire, la commune comptait 241 établissements, dont 166 au niveau des commerces, transports ou services, 27 relatifs au secteur administratif, à l'enseignement, à la santé ou à l'action sociale, 21 dans la construction, 18 dans l'industrie, et 9 dans l'agriculture, la sylviculture ou la pêche.

## Culture locale et patrimoine

### Lieux et monuments
L'ancienne commune des Eyzies-de-Tayac-Sireuil a été surnommée la capitale mondiale de la Préhistoire en raison de nombreuses grottes ornées situées sur son territoire et autour, le long de la vallée de la Vézère. La plupart d'entre elles sont inscrites a la liste du patrimoine mondial au titre des sites préhistoriques et grottes ornées de la vallée de la Vézère.
Liste des principaux sites historiques de la commune :
- grotte de Font-de-Gaume
- grotte des Combarelles
- château de Commarque
- abri de Cro-Magnon
- église Saint-Martin de Tayac
- site du Roc de Cazelle
- grotte du Sorcier
- gisement préhistorique de la Micoque
- abri de Laugerie-Basse
- abri Pataud
- Musée national de Préhistoire

## Pour approfondir